# Афіна
Афі́на або Ате́на (дав.-гр. Ἀθηνᾶ, трансліт. Athēnâ; грец. Αθηνά, трансліт. Athiná) — давньогрецька богиня, одна з верховних олімпійських божеств. Вшановувалась як покровителька військового мистецтва, мудрості та ремесел. На противагу Аресові — богові нерозсудливої відваги, жорстокої, агресивної, часто несправедливої війни, Афіна вважалася покровителькою війни оборонної, котра допомагає своїм обранцям у хвилини крайньої небезпеки і веде їх до звитяги.

## Імена та епітети
Богиня мала багато прізвиськ та епітетів, зокрема такі як Ерга́на (грец. Ergane) — робітниця, Палла́да (грец. Pallas) — воїтелька, Парфе́нос чи Парфе́на (грец. Parthenos) — діва, Поліа́да (від грец. Polias — місто) — покровителька міста, Соте́йра (грец. Soteira) — спасителька, Трітогене́я (грец. Tritogeneia) — народжена на березі Трітону (річка в Беотії), Ксенія (грец. Xenia) — гостинна. За старим українським правописом її імена та епітети передавались, відповідно, як Ате́на, Парте́на, Парте́нос.

## Афіна в міфах

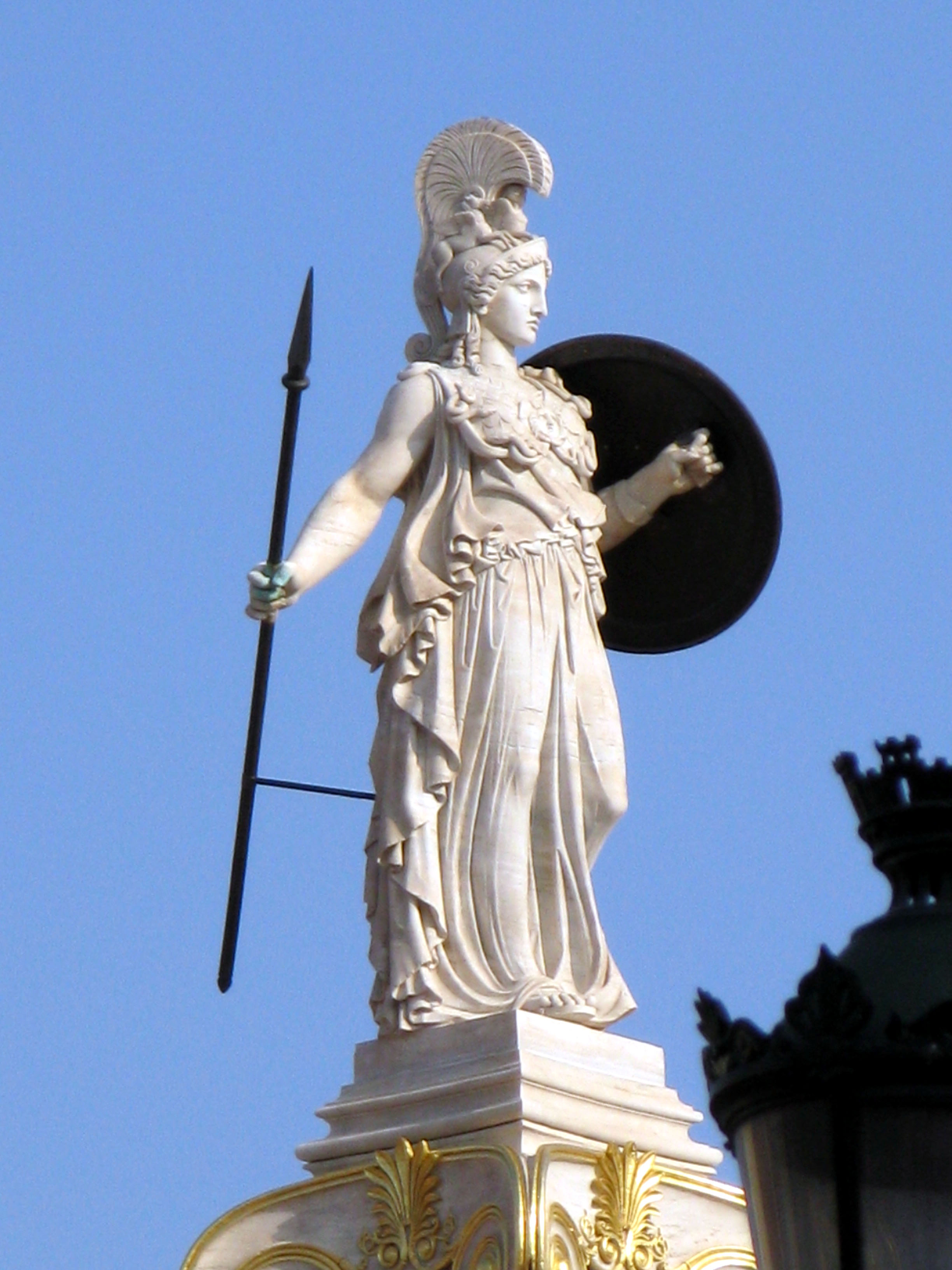
Афіна Паллада, богиня війни, мудрості та ремесел — Афінська академія

Зевс мав багато жінок і коханок. Першою його дружиною була найрозумніша з богинь Метіда. Але Уран і Гея (Небо й Земля), божества давнього покоління богів, застерегли, що коли Зевс матиме від Метіди сина, то він буде могутніший за нього й відніме в нього трон. Тому, коли Метіда завагітніла, Зевс проковтнув її. Згодом він звелів розбити собі голову і звідти вийшла Афіна, що успадкувала від матері розум і розсудливість. 
Народ  пеласгів вважав, що богиня Афіна з'явилася на березі озера Тритон в Лівії, де її знайшли і вигодували три лівійські німфи. Будучи дівчинкою, Афіна ненавмисно убила свого товариша, гіганта Палланта, коли вони зійшлися в жартівливій сутичці, озброєні мечем і щитом. В знак скорботи вона додала до свого імені ім'я Паллада.
Афіна винайшла флейту, трубу, керамічний горщик, плуг, граблі, ярмо для волів, вуздечки для коней, віз і корабель. Вона першою стала навчати мистецтву лічби і всіх жіночих рукоділь, включаючи куховарство, ткацтво і прядіння. Будучи богинею війни, вона, тим не менш, не відчувала радості в битвах, подібно Аресові або Ериді, а воліла вирішувати суперечки мирним шляхом. У мирні дні вона не носила зброї, а коли потребувала її, то брала зброю у Зевса. Однак, вступивши в бій, вона ніколи не зазнавала поразки, навіть в битві з самим Аресом, і мудрі воєначальники завжди зверталися до неї за порадою.
Багато богів, титанів і гігантів бажали одружитися з Афіною, але вона відкидала всі залицяння. Одного разу під час Троянської війни, не бажаючи просити зброї у Зевса, який оголосив себе в цій війні нейтральним, вона попросила Гефеста зробити їй власні обладунки. Гефест відмовився взяти плату, погодившись виконати роботу, якщо Афіна віддасться йому. Перед цим Посейдон пожартував над ним, що в кузню Гефеста іде Афіна і за згодою Зевса хоче, щоб хто-небудь силою оволодів нею. Коли Афіна вирвалася, сім'я Гефеста пролилося на неї трохи вище коліна. Вона витерлася жмутом шерсті, який кинула на Гею-землю, таким чином запліднивши її. Гея відмовилася виховувати дитину, та Афіна взялася виховати її сама. Народженого землею хлопчика Еріхтонія вона передала в скрині Аглаврі, старшій дочці царя Кекропа, наказавши не відчиняти її. Богиня обрала саме його, бо Кекроп першим утвердив моногамію, розділив Аттику на дванадцять частин, збудував храми в Афінах, скасував людські жертвопринесення богам. Аглавра з дочками з цікавості відкрили скриню і побачили, що Еріхтоній має замість ніг змій. Нажахані, вони кинулися з Акрополя і розбилися. Довідавшись про цю новину, Афіна випустила скелю, яку несла на укріплення Акрополя. Ця скеля тепер відома як Лікабеттська гора. Еріхтоній же сховався під егідою Афіни, а та турбувалася про нього, як про рідного сина. Коли Еріхтоній виріс, він став царем Афін і навчив людей добувати срібло і робити колісниці, запряжені чотирма кіньми. За це його було поміщено на небо у вигляді сузір'я Візничого.
Коли Тіресій одного разу підгледів, як вона купалася, богиня наслала на Тіресія сліпоту, але натомість наділила його даром провидіння. Однак, одного разу вона проявила жорстокість. Арахна, царська дочка з міста Колофона, була такою майстерною ткалею, що сама Афіна не могла змагатися з нею. Розглядаючи полотно, на якому Арахна виткала картини любовних пригод олімпійців, богиня не змогла знайти жодного недоліку і з заздрощів розірвала полотно на частини. Арахна через це повісилася на кроквах. Афіна перетворила її на павука, найогиднішу для неї істоту, а мотузку перетворила в павутину.

## Культ Афіни

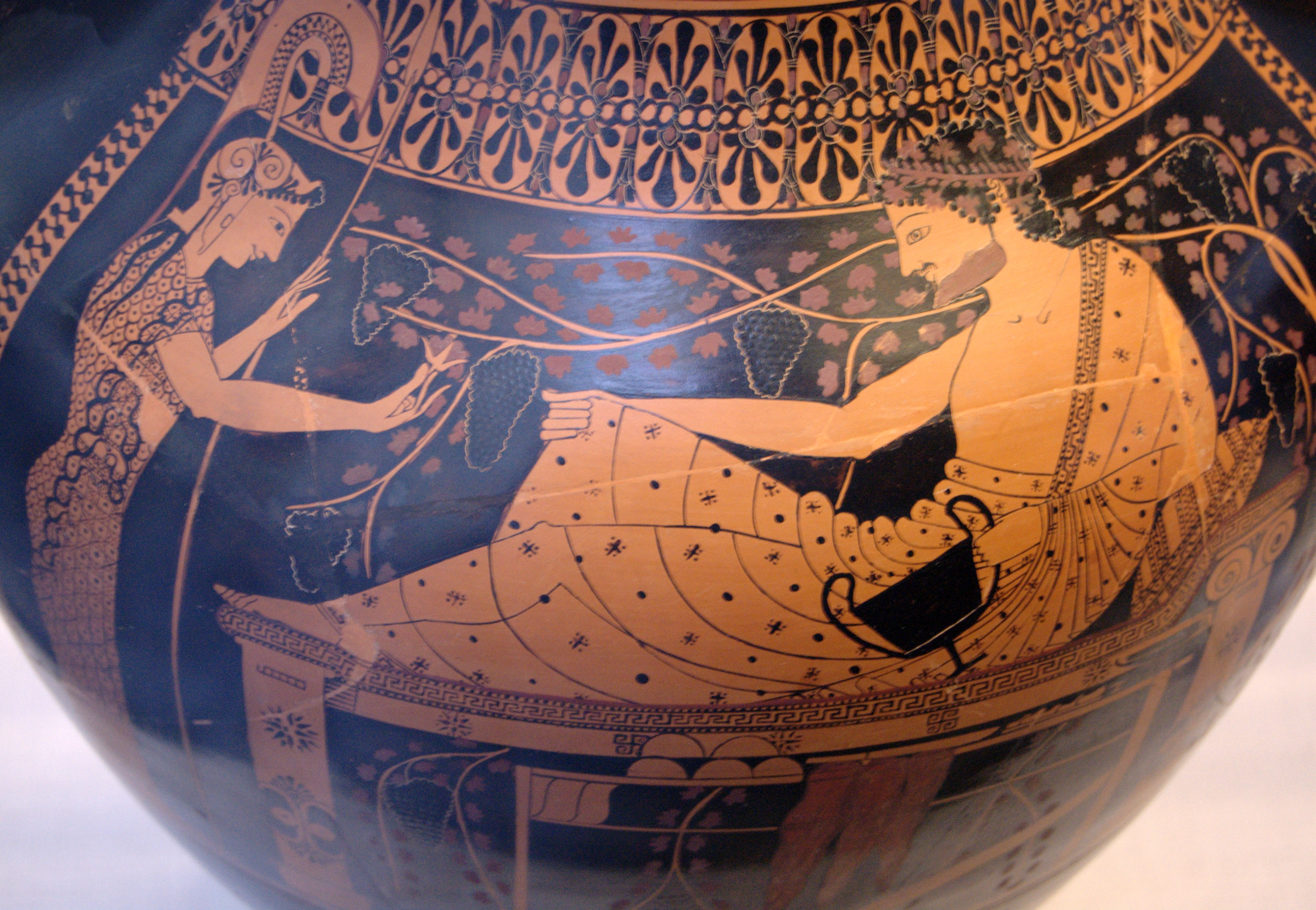
Червонофігурне зображення на амфорі Андокіда. Геракл та Афіна. Бл. 520 — 510 р. до н. е. Державне античне зібрання. Мюнхен

Оскільки мати не народжувала Афіну, вона була позбавлена жіночих нахилів; Афіна — богиня-чоловік (Андротеа) на противагу розніженому Діонісові, що був богом-жінкою. Афіна — витвір суто грецький, втілення державної мудрості, величної й незламної сили. Для афінян цнота їхньої богині була символом неприступності міста Афіни, і тому вони заперечували в своїх міфах існування в Афіни дітей.

### Покровителька ремесел
У різних областях Греції її як божество уявляли й розуміли по-різному. Деякі перекази зображували Афіну покровителькою осілого життя і праці. Вона — товаришка Гефеста, покровителька ручної праці; афінські гончарі шанували її нарівні з Прометеєм, який дав вогонь для випалювання глини. У «Роботах і днях» Гесіода її слугою є тесля. Такі мирні риси вдачі не пасують до міцного щита і грізного списа, які Гомер (за більшістю міфів) дає в руки богині, її атрибути змія і сова, яка бачить уночі, — ознака, що богиня не спить удень і вночі.

### Богиня-воїн
В Аттиці, Еліді, Ахеї, Лаконії, на берегах Малої Азії, на островах Егейського моря, в Лівії, Італії, Сицилії їй поклонялись як суворій, войовничій і справедливій богині, символізуючи в її йменні моральні, вольові й етичні уявлення тогочасного світу. З Афіною пов'язано назву головного міста Аттики — Афін (Athenai). Богиня символізує собою ясність ефіру, небесну силу, яка керує блискавкою, хмарами й світилами.

### Богиня мудрості та Місяця
Згодом Афіна стає божеством духовної діяльності, мистецької винахідливості й мислення. Космогонічний переказ приписує Афіні походження з води, тому численні озера й річки вважались місцями культу богині. Вона була також богинею Місяця, допомагала породіллям (пор. Ілітія).

### Храми та святилища Афіни
Особливо багатий на символічні натяки і спогади афінський культ богині, яку шанували в двох святилищах: в Ерехтеї, де стояло її дерев'яне зображення (за переказом, воно впало з неба), та в Парфеноні. Перше святилище існувало в сиву давнину; з ним пов'язувалися спогади про культ Афіни. Тут росла священна маслина, були сліди боротьби богині з Посейдоном, могили героїв і пам'ятники жрецьких родів, які мали стосунок до її культу. Афіна Ерехтея, Афіна Паллада — покровителька міста, її тут шанували нарівні з Ерехтеєм — стародавнім афінським владарем-автохтоном, який був її жерцем. Пізніше культи інших богів змішалися з культом Афіни.

### Найважливіші свята на честь богині
Найважливішими святами на честь Афіни були: скірофорії (наприкінці червня), під час яких ішла святкова процесія з Афін до Фалера; прохаристерії — святкування приходу весни; осхофорії — свято збирання винограду; халкеї — свято на честь Гефеста й Афіни; панафінеї — свято, коли до храму Афіни приносили пеплос і надягали його на статую тощо. Під час цих свят юнаки давали богині присягу на громадянське служіння. В «Іліаді» Афіна зображена богинею мужності й войовничості. Персей, Беллерофонт, Тідей, Ясон, Геракл, Ахіллес, Діомед, Одіссей — її улюблені герої.

## Образ Афіни в мистецтві

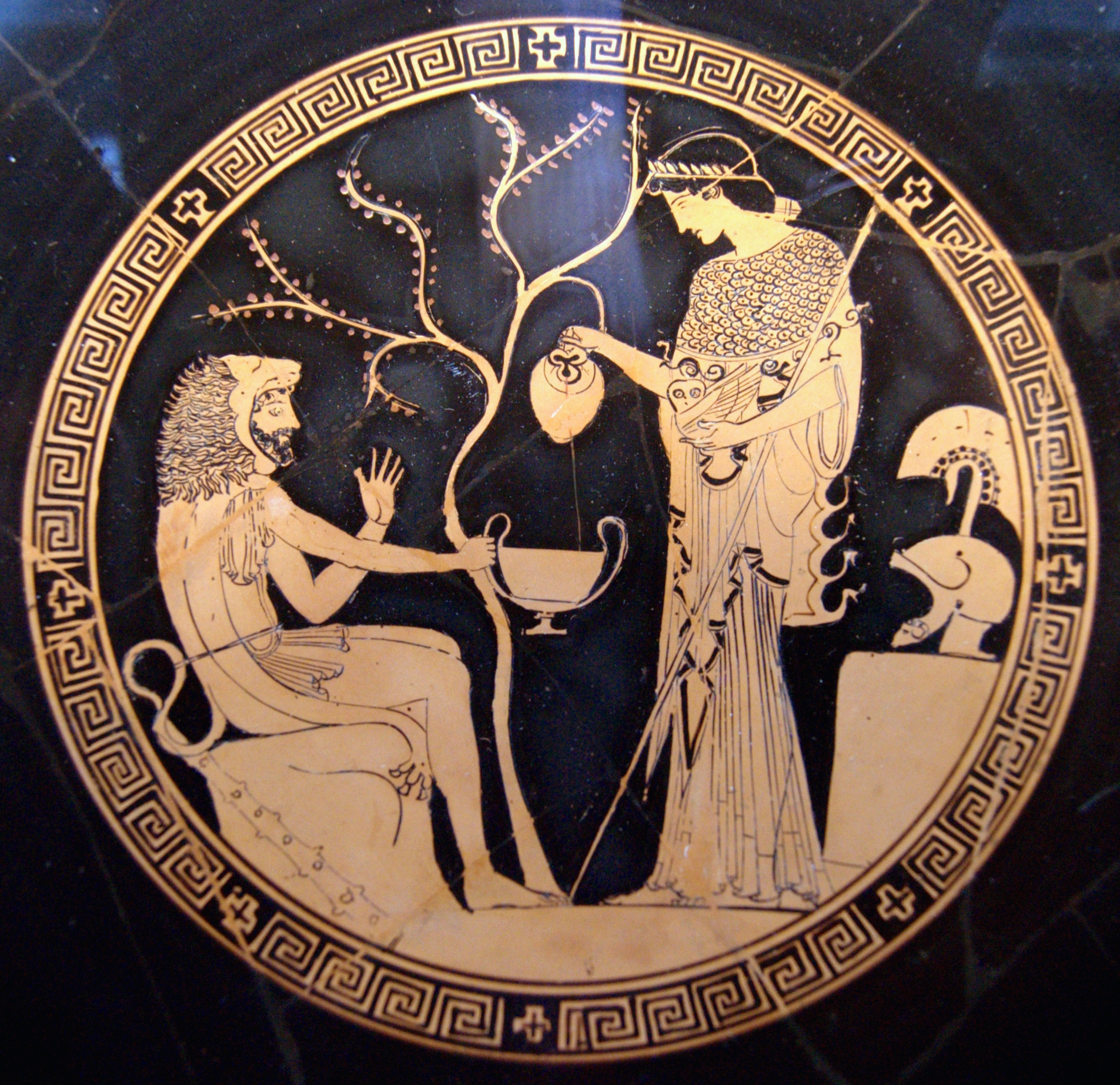
Геракл та Афіна. Бл. 480-470 р. до н. е.. Державне античне зібрання. Мюнхен

Коли почало розвиватися мистецтво, вона стала покровителькою розумової й художньої творчості, їй приписують винахід флейти й військового танцю. У мистецтві Афіну зображували войовничою богинею зі списом, щитом, у шоломі та із статуєю Ніке; іноді з нею був атрибут жіночої праці — прядка. Першим дав ідеальне втілення Афіни Фідій. З численних його творів відомі: статуя Афіни-Діви (Athena Parthenos) на Парфеноні з егідою, у шоломі, із сфінксом, списом і статуеткою Ніке на правій руці; бронзова статуя Афіни Промахос із щитом і в шоломі, вершок якого було видно далеко з моря; бронзова статуя Лемноської Паллади в жіночому головному уборі, що зображувала її як богиню миру й духовної діяльності. У всіх цих статуях митець відтворив ясність духу, величний спокій і духовну могутність богині. Афіну зображували із совою біля ніг або з вужем (пережитки тотемізму в культі богині).
Образ Афіни знайшов утілення в творах Н. Пуссена, Клод Лоррена, Сандро Боттічеллі, Андреа Мантеньї, Тінторетто, Веронезе й інших художників, а також у музично-драматичному мистецтві, особливо XVII — XVIII ст.

## Мінерва як Римська Афіна
У Римі Афіну ототожнювали з Мінервою — покровителькою ремесла й лікування (Мінерва Медіка), що вважалася також богинею війни. Юпітер, Юнона й Мінерва утворювали так звану Капітолійську Трійцю зі святинею на Капітолії. У храмі Мінерви на Авентині збиралися поети й актори, на пагорбі Целій містилося святилище Мінерви Медіки, куди ходили на прощу хворі. Ремісники й митці влаштовували на її честь свята між 19 — 24 березня; в ці дні шкільна молодь приносила вчителям плату за навчання. З ім'ям Мінерви пов'язано чимало афоризмів: «Мінерва, що вийшла з голови Юпітера» — те, що з'явилося в готовому вигляді; «Сова Мінерви вилітає ночами» — мудрі думки з'являються вночі тощо. Мудрість богині нерідко обігрується і в літературі.